# Мария Анна Саксонска (1728 – 1797)
Вижте пояснителната страница за други личности с името Мария Анна Саксонска.
Мария Анна София Сабина Ангела Франциска Ксаферия, принцеса на Полша и Саксония (на немски: Maria Anna Sophie Sabina Angela Franziska Xaveria, Prinzessin von Polen und Sachsen; * 29 август 1728, Дрезденски замък-резиденция; † 17 февруари 1797, Мюнхен) от династията на Албертинските Ветини, е принцеса на Полша и Саксония и чрез женитба курфюрстиня на Бавария (1747 – 1777).

## Биография
Дъщеря е на крал Фридрих Август II, курфюрст на Саксония и крал на Полша (като Август III), и неговата съпруга ерцхерцогиня Мария Йозефа от Австрия, дъщеря на император Йозеф I.
Мария Анна се омъжва на 9 юли 1747 г. в Мюнхен за Максимилиан III Йозеф (1727 – 1777) от княжеския род Вителсбахи, курфюрст на Бавария от 20 януари 1745, син на император Карл VII Албрехт. Двамата нямат деца.
През 1747 г. Максимилиан III основава Нюрнбергската порцеланова манифактура. Той е музикален и композира и заради разходите отказва да назначи Моцарт. Като вдовишка резиденция тя избира след неговата смърт дворец Фюрстенрид при Мюнхен.
Мария Анна умира на 68-годишна възраст. Погребана е в Театинската църква в Мюнхен. Нейното сърце е погребано в Гнаденкапелата на Алтьотинг.